# Muhammad Rassoul
Abu Rida Muhammad ibn Ahmad ibn Rasul (arabisch أبو رضا محمد بن أحمد بن رسول, DMG Abū Riḍā Muḥammad b. Aḥmad b. Rasūl; * 22. April 1929 in Maʿsarat Samalut, Gouvernement al-Minya, Oberägypten; † 14. April 2015), war ein im Raum Köln und Düsseldorf tätiger Autor, Übersetzer und Verleger islamischer Literatur.

## Leben und Wirken
Der ägyptische bzw. deutsch-ägyptische Rechtsgelehrte studierte an der Azhar-Universität, bevor er sich in Köln niederließ.
Rassoul schrieb dutzende von Büchern zu islamischen Themen. Die meisten davon verlegte er in seinem eigenen „IB Verlag Islamische Bibliothek“, einige wurden aber auch von der Bonner Zweigstelle der World Islamic Call Society oder von der Marburger Muslim Studenten Vereinigung (MSV) verlegt. Der Verlag veröffentlichte auch die Beiträge der „Treffen deutschsprachiger Muslime“ im Verein „Haus des Islam“.
In einem Forschungsbericht von Ralph Ghadban wird Rassoul als der „meist verbreitete Autor und wahrscheinlich auch der meistgelesene“ Autor islamischen Medienmaterials in Deutschland bezeichnet.
Am 21. September 1978 wurde unter Vorsitz von Rassoul in Köln der Verein Islamisches Zentrum Köln (IZK) gegründet. Das (2001 aufgelöste) IZK unterhielt enge Kontakte mit Millî Görüş (damals AMGT, heute IGMG) und der Islamischen Gemeinschaft in Deutschland. Ursula Spuler-Stegemann zufolge war Rassoul auch Leiter eines „Missionsinstituts in Köln“ und „soll sich mitsamt den Rechtsextremen von Millî Görüş (damals AMGT) abgespalten haben“; zudem sprächen Indizien für enge Kontakte zu Saudi-Arabien.
Von Rassoul wurde 1986 unter dem Titel Die ungefähre Bedeutung des Qurʾān Karīm in deutscher Sprache eine Koranübersetzung ins Deutsche vorgelegt (ausführlich siehe dort). Ungefähr zu dieser Zeit war Rassoul auch als Imam in einer Kölner Moschee tätig. Im Leitfaden „ORIENTierung“ des Instituts für Islamwissenschaft der Freien Universität Berlin wird Rassouls Übersetzung, die auch vom Zentralrat der Muslime in Deutschland online über dessen Website islam.de angeboten wird, wegen ihrer starken „Anlehnung an die arabische Ausdrucksweise und mit Hang zur beschönigenden Apologetik“ als „eher weniger empfehlenswert“ beurteilt. Aufmerksamkeit erhielt die Übersetzung vor allem durch die Ende 2011 initiierte Koranverteilungskampagne in Deutschland des Salafisten Ibrahim Abou-Nagie, die Rassouls Übersetzung (mit einer Kommentierung des deutschen Konvertiten Frank Bubenheim) verwendet. Dabei wurde von verschiedener Seite angemerkt, dass die Übersetzung zu weiten Teilen mit der Übersetzung der Ahmadiyya übereinstimmt.
Aufmerksamkeit zog auch Rassouls 1993 veröffentlichtes Buch Das „deutsche Kalifat“ auf sich, in dem er sich scharf gegen Demokratie und Christen wendet, den Untergang der Demokratie prophezeit und die Errichtung eines deutschen Kalifats propagiert. Mathias Rohe nennt in diesem Zusammenhang Rassouls Schriften in einer Reihe mit denen von Sayyid Abul Ala Maududi, Sayyid Qutb und Ahmad von Denffer, die „mehr als nur zulässige Zivilisationskritik“ enthielten und „vielmehr die Propagierung einer Gegengesellschaft mit extremen Segregationstendenzen“ umfassten und „entsprechend gefährlich“ seien. Ursula Spuler-Stegemann bezeichnet Das deutsche Kalifat als „[n]icht weniger brisant als die Schriften der beiden Kaplans“ (Cemaleddin und Metin Kaplan), „[d]er Inhalt diese üblen Pamphlets“ bestärke „bei christlichen Lesern Vorurteile gegen den Islam“ und schüre „bei den Muslimen Haß gegen die Christen und Europäer.“
In seinem 824 Seiten starken und nach Stichwörtern (wie „Menstruation“, „Muttermilch“, „Zeitunglesen“, „auf dem Klo“, „Körpergeruch“, „Ausfluß“, „Haustiere“, „Kreuz“, „Weinen“, „Begräbnis der Frau“, „Mischehe“) geordneten Nachschlagwerk Der deutsche Mufti (1997) befasst sich Rassoul mit zahlreichen Themen aus islamischer Perspektive, darunter mit der Frage, ob und wie sich die Muslime in Deutschland organisieren sollen (z. B. in Körperschaften des öffentlichen Rechts), wobei er sich dagegen ausspricht, dass dem deutschen Staat gegenüber der falsche Eindruck erweckt würde, der Islam organisiere sich strukturell ähnlich den christlichen Kirchen; dieser falsche Eindruck sei 1993 entstanden, als Ali Yüksel (Millî Görüş, später IGMG-Vorsitzender) vom Islamrat für die Bundesrepublik Deutschland in Soest zum Scheichülislam ernannt worden war. Ein anderes Thema darin ist das Verhältnis von Frau und Mann, zwischen denen die Freundschaft im Islam nach Rassoul verboten sei; in der modernen Gesellschaft werde die Freundschaft zwischen Mann und Frau als „Ehe ohne Trauschein“ bezeichnet, was der Unzucht gleichkomme; die einzige Bindung zwischen Mann und Frau dürfe nur durch die Ehe hergestellt werden. Verhaltensregeln für den Arztbesuch gibt es im Buch nur für Frauen. Diese sollten sich, so Rassoul, von einer muslimischen Ärztin untersuchen lassen. Sei keine vorhanden, sei zwecks Vermeidung von verbotener Zweisamkeit mit einem Mann in absteigender Präferenz auch eine nicht-muslimische Ärztin, dann ein männlicher Arzt in Anwesenheit einer Krankenschwester möglich. Ursula Spuler-Stegemann beurteilt das Buch als „aggressiv und antichristlich“.
Rassoul war auch Herausgeber von Zeichen auf dem Weg, einem der bekanntesten Bücher des Muslimbrüder-Theoretikers Sayyid Qutb. Im Verfassungsschutzbericht 2006 des Landesamtes für Verfassungsschutz Baden-Württemberg wurde im Zusammenhang mit der Darstellung von islamistischem Extremismus festgestellt, dass die im Mai 2006 erschienene Übersetzung Rassouls von Zeichen auf dem Weg im Titelbild das Emblem des im Januar 2006 unter Führung von al-Qaida im Zweistromland gegründeten Schura-Rats der Mudschahidīn im Irak benutzte. Im selben Verfassungsschutzbericht wird darüber hinaus erwähnt, dass sich auf der Homepage der Hizb ut-Tahrir diverse von Rassouls Büchern finden. Im Bericht des Vorjahres wird aus einem vom ARD-Magazin Monitor am 13. Oktober 2005 gesendeten Interview mit Rassoul zitiert, in dem dieser die Teilnahme muslimischer Kinder an Geburtstagsfeiern als „Verderb“ ablehnt. Er starb im April 2015 im Alter von 85 Jahren.